# Golfe (Teresópolis)
Golfe é um bairro de Teresópolis, cidade localizada no interior do estado do Rio de Janeiro. De acordo com o Instituto Brasileiro de Geografia e Estatística (IBGE), sua população no ano de 2010 era de 1 253 habitantes, sendo 663 mulheres (52.9%) e 590 homens (47.1%), possuindo um total de 788 domicílios.

## Cultura

### Cinema, televisão e música
Em 2017, aconteceu a primeira edição do Teresópolis Blues Festival, um festival de música que reúne blues, rock e jazz.

### Esportes
O bairro Golfe integra o seu calendário juntamente com a Secretaria Municipal de Esporte e Lazer de Teresópolis, abrindo a temporada de atividades esportivas.

O Teresópolis Golf Club é uma sociedade civil, sem fins lucrativos, fundada em 27 de dezembro de 1934, com sede e foro jurídico na cidade de Teresópolis, Estado do Rio de Janeiro. Tem como finalidade principal proporcionar aos seus associados a prática do golfe, natação, equitação, tênis entre outros.